# صيوان (تشريح)
الصيوان (بالإنجليزية: pinna)‏ هو الجزء المنحني والظاهر من الأذن خارج الرأس، وهو خال من العظام، ويتكون أساساً من نسيج متين ومرن يُسمى: الغضروف، الذي يغطى بطبقة رقيقة من الجلد، ويسمى الجزء الأسفل المتدلي من الصيوان بشحمة الأذن (الرَّوم)، وتتكون من مادة دهنية.
تربط ثلاث عضلات الصيوان بالرأس، وليس لهذه العضلات استعمال مفيد لدى الإنسان إلا أنها يمكن أن تتحرك عند بعض الأشخاص مما يجعل آذانهم تهتز. وتنمو هذه العضلات عند بعض الحيوانات نمواً كبيراً وتتحرك بصورة جيدة، مما يمكن القطط والكلاب والثعالب والخيول والأرانب من توجيه آذانها نحو مصدر الصوت، وتزداد بالتالي حدة السمع لديها.

## البنية
يوضح الرسم التخطيطي شكل وموقع معظم هذه المكونات:
- الوَتَرَة (بالإنجليزية: Antihelix)
- زنمة (بالإنجليزية: Tragus)
- شحمة الأذن (بالإنجليزية: Earlobe)
- حلز الأذن (بالإنجليزية: Helix)
- ثلمة بين الزنمتين (بالإنجليزية: Intertragic notch)
- الصماخ السمعي الخارجي أو قناة الأذن (بالإنجليزية: external acoustic meatus)

### النمو
يُلاحظ نمو صيوان الأُذن لأول مرة في الأسبوع السادس من الحمل في الجنين البشري، حيث ينشأ من التلال الأذنية المشتقة من القوسين البلعومي الأول والثاني. تتطور هذه التلال إلى ثنايا الأذن وتتحول تدريجياً لأعلى وللخلف إلى موضعها النهائي على الرأس. قد تُترك الأذنين الملحقة في الطريق (المعروفة أيضًا باسم العلامات أمام الأذن). تُشتق التلال الثلاثة الأولى من القوس الخيشومي الأول وتشكل الزنمة، وصليب اللولب، واللولب، على التوالي. يتم الإحساس الجلدي لهذه المناطق عن طريق العصب ثلاثي التوائم، العصب المصاحب للقوس الخيشومي الأول. تُشتق التلال الثلاثة الأخيرة من القوس الخيشومي الثاني وتشكل الوترة، وتيدة الأذن، وشحمة الأذن، على التوالي. يتم توفير هذه الأجزاء من الأذن عن طريق الضفيرة العنقية وجزء صغير عن طريق العصب الوجهي. وهذا ما يفسر سبب ظهور الحويصلات بشكل كلاسيكي على الأذن في حالات عدوى الهربس في العصب الوجهي (النوع الثاني من متلازمة رامسي-هانت).

### الوظيفة
في علم الصوت صيوان الأذن يقوم بوظيفة مساعدة لتحديد الاتجاه الذي يأتي منه الصوت. صيوان الأذن يقوم بالتمييز بين أصل الصوت من الخلف إلى الأمام أو من أعلى إلى أسفل. آليات أخرى مسؤولة عن تحديد ما إذا كان الصوت من اليمين أو اليسار. وظائف صيوان الأذن هي جمع الصوت وتحويله إلى معلومات اتجاهية وغيرها. يجمع صيوان الأُذن الصوت، ومثل القمع، يضخم الصوت ويوجهه إلى القناة السمعية. يقوم تأثير الترشيح للصيوان البشري بتحديد تفضيل الأصوات في نطاق تردد الكلام البشري.

## الزينة
يستخدم صيوان الأذن للزينة من قبل الرجال والنساء على حد سواء، حيث تستخدم الأقراط من خلال عملية ثقب الجسد (بالإنجليزية: piercing).

## الأهمية السريرية
هناك العديد من تشوهات الأذن المرئية:
- العدوى
- ثؤلول، الوحمة، ثؤلول معنق
- جدرة، ندبة
- كيسة
- قضمة الصقيع
- نتوء دارون
- صغر صيوان الأذن
- انعدام الأذن
- أذن قرنبيطية

## انظر أيضًا

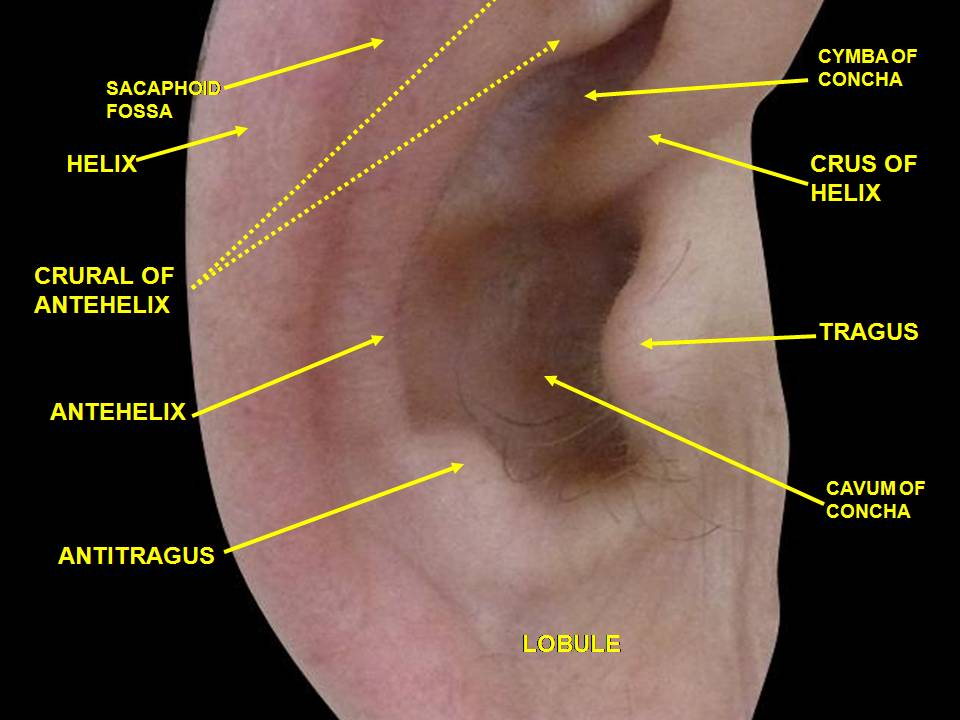
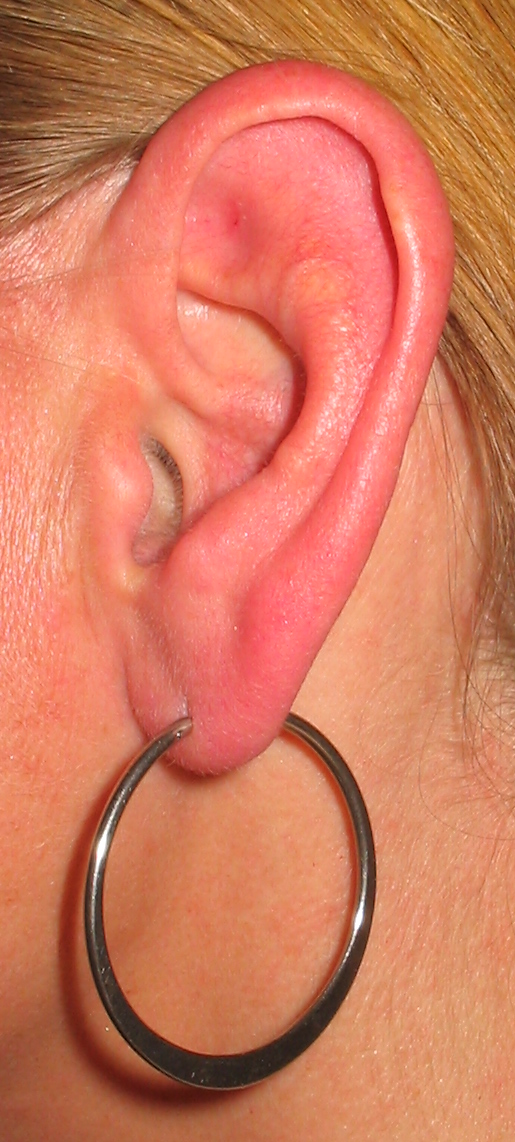
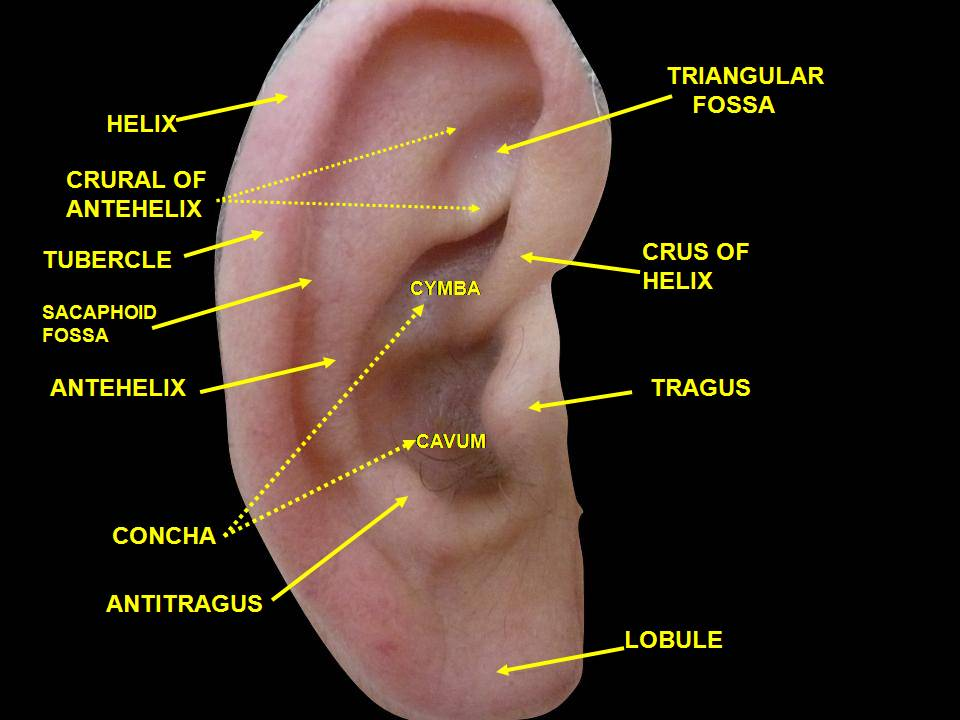
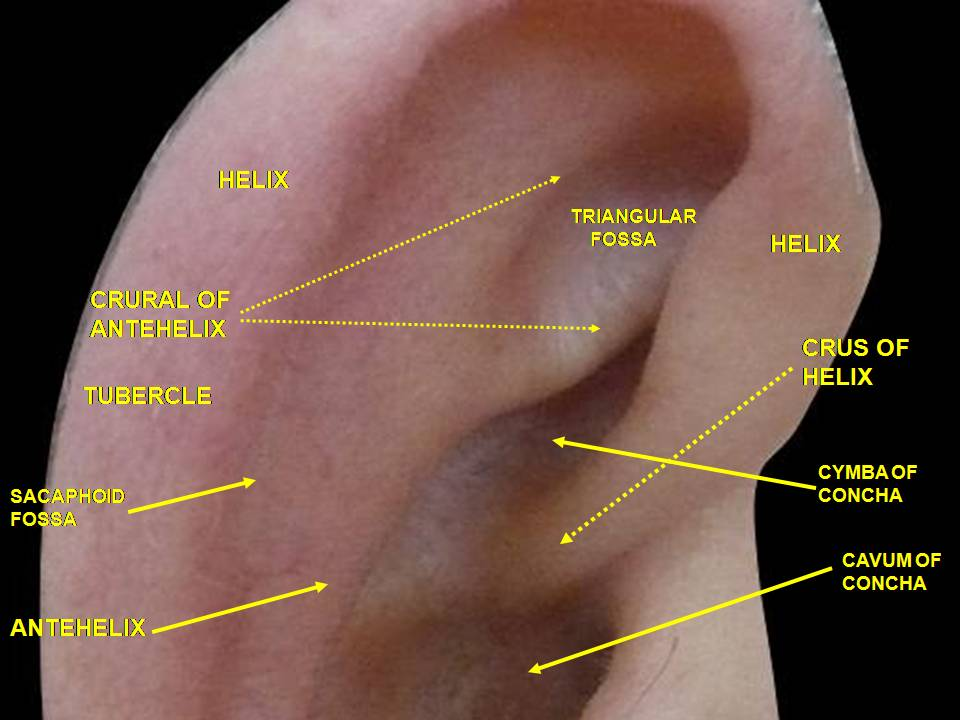

## وصلات خارجية
- معلومات عن صيوان الأذن على موقع الطبي.